# Caswell Bay
Caswell Bay ist eine Bucht im Südosten der Gower-Halbinsel in der Nähe von Swansea in Wales. Es ist eine sandige Bucht, die beliebt ist bei Familien und Urlaubern, sowie Wellenreitern. Die Bucht wurde wiederholt mit der Blauen Flagge ausgezeichnet.

## Einrichtungen und Erreichbarkeit
Die Bucht ist sowohl mit dem Auto wie auch mit öffentlichen Verkehrsmitteln gut zu erreichen. Es gibt einen Parkplatz für PKWs und Busse fahren in die nahegelegenen Ortschaften Oystermouth und Mumbles. Im Osten der Bucht führt ein Weg zur benachbarten Langland Bay und nach Westen führt ein Weg zur Brandy Cove und Pwlldu Bay.
Es gibt zwei ganzjährig geöffnete Cafés und ein Geschäft für Strandbedarf an der Caswell Bay. Das Surfside Cafe wurde bei Stürmen im Januar und Februar 2014 stark beschädigt, doch ist es nach Renovierungsarbeiten wieder geöffnet. Es gibt öffentliche Toiletten und Duschen am Strand.
Swansea City Council unterhält sieben Tage in der Woche einen Rettungsschwimmerposten von Anfang Mai bis Anfang September. Die Bucht ist ein beliebter Platz zum Wellenreiten und eine Wellenreitschule bietet das ganze Jahr über Lehrstunden. Die Bucht bietet auch viele Gelegenheiten zum Erkunden von Gezeitentümpeln.
Das Naturschutzgebiet Bishop’s Wood grenzt an die Bucht und ist ein seltenes Kalksteinwaldgebiet. Das Naturschutzgebiet kann jederzeit betreten werden. Das Bishop’s Wood Countryside Centre organisiert geführte Touren durch das Gebiet.

## Geschichte
Zwischen 1829 und 1840 wurde das meiste Land um die Bucht von John James einem früheren Kurat von Bishopston für seine Tochter und seinen Schwiegersohn Charles Morgan gekauft. 1846 verkauften die Morgans ein Stück Land auf der Ostseite der Bucht an den Fotopionier John Dillwyn Llewelyn der die Bucht regelmäßig besuchte. Llewelyn baute das Ferienhaus Caswell Cottage, das bis etwa 1960 an der Stelle des heutigen Parkplatzes stand. 1854 kaufte Prinz Albert zwei Fotos von Caswell Bay. Im August 1878 ertrank Llewlyns dreizehnjähriger Enkel beim Schwimmen in der Bucht.
Nach dem Tod von Charles Morgans Frau wurde deren Besitz unter ihren sechs Kindern aufgeteilt. Bald danach wurde ein Stück Land auf der Westseite an die Familie Davenport verkauft, die dort ein großes Haus errichtete, das sie Redcliff House nach dem Redley Cliff an der Westseite der Bucht nannte. In den späten 1920er Jahren war das Haus der Wohnsitz der Familie von Vernon Watkins einem Zeitgenossen und engen Freund von Dylan Thomas. Das Haus wurde in den 1960er Jahren abgerissen und nun stehen dort die Redcliffe Apartments.
Die drei Töchter der Morgans Emma, Agnes und Alice wohnten an der Caswell Bay ab 1877 und bauten viele der Häuser, die auch heute noch stehen. Zu den Häusern gehört auch ihr eigenes Bay House, das über der Mitte der Bucht steht. Die Schwestern pflanzten viele der für die Bucht heute typischen Kiefern.
1883 wurde eine Windmühle auf dem Redley Cliff errichtet, um für die umgebenden Häuser Wasser zu pumpen. Die Windmühle wurde nach fünf Jahren bei einem Sturm beschädigt und nach 1900 nicht mehr benutzt. Die Mühle blieb bis 1930 jedoch stehen, als sie aus Sicherheitsgründen abgerissen wurde, nachdem sie bei einem Feuer beschädigt wurde. Auf dem Redley Cliff gibt es auch Überreste einer Befestigung aus der Eisenzeit.
In den späten 1890er Jahren wurde ein heute noch vorhandener Wassertank am Fuße des Klippen gebaut um Wasser einer kleinen Quelle für die Versorgung der Häuser zu sammeln. Etwa zur selben Zeit wurde eine Pumpstation an der Ostseite der Bucht gebaut, das aus zwei Gebäuden bestand. Am Ende des Ersten Weltkrieges wurde die Pumpstation nicht länger benötigt und diente eine Zeit lang als Café. Das jüngere der zwei Gebäude steht heute noch, von dem anderen ist nur noch das Fundament erhalten.
Über 40 Jahre lang stand Caswell Bay im 20. Jahrhundert im Zentrum eines mysteriösen Mordfalles. Weniger als zwei Jahre nachdem George Shotton und seine Frau Mamie Stuart ihr Haus an der Caswell Bay bezogen hatten, verschwand die Frau auf geheimnisvolle Weise kurz vor Weihnachten 1919. Als die Polizei George Shotton 1920 aufspürte, nahm sie an, dass er seine Frau ermordet habe, doch sie konnten es ihm nicht beweisen. Am 5. November 1961 wurde ein Sack mit Knochen in einer verlassenen Mine in der benachbarten Brandy Cove gefunden. Eine Untersuchung stellte offiziell fest, dass es sich bei dem Fund um die sterblichen Überreste von Mamie Stuart handelte. Die erneute Suche nach George Shotton ergab, dass dieser drei Jahre zuvor in Bristol gestorben und begraben worden war.
Auf den Klippen in der Mitte der Bucht stehen heute die Caswell Bay Court Apartments, die in den 1990er Jahren an der Stelle des Caswell Bay Hotel gebaut wurden. Das Hotel war aus einem normalen Haus hervorgegangen, das in den 1850er Jahren gebaut und dann ständig erweitert wurde.
Caswell Bay wurde 2006 als eine der besten Strände im Vereinigten Königreich durch den Guardian benannt.